# 开箱体验
开箱体验（Out-of-box experience，縮寫：OOBE）是指普通消費者在開箱後立即給數碼產品安裝程式以及使用數碼产品。开箱体验其實就是該數碼產品給人的第一印象。微软也把用戶首次使用該公司的操作系統以及软件稱之為OOBE。